# Spettroscopia NEXAFS
La spettroscopia NEXAFS (dall'inglese Near Edge X-ray Absorption Fine Structure) è un tipo di spettroscopia XAS.
NEXAFS introdotto nel 1983 è un sinonimo di XANES (dall'inglese X-ray absorption near edge structure) introdotto nel 1980, universalmente usato in molti campi della fisica, chimica e altre scienze. NEXAFS è usato spesso nella spettroscopia a raggi X soft (o raggi X soffici), cioè fotoni X con energia minore a 1000 elettronvolt.
La spettroscopia NEXAFS o XANES si distingue dalla spettroscopia EXAFS propriamente detta perché la NEXAFS si concentra sulla struttura fine sotto 30 elettronvolt mentre EXAFS considera lo spettro "esteso" fino a energie molto più elevate.